# Deutsch Schützen-Eisenberg
Deutsch Schützen-Eisenberg (kroatisch Livio-Čjeka, ungarisch Németlövő-Csejke) ist eine Gemeinde mit 1061 Einwohnern (Stand 1. Jänner 2024) im Bezirk Oberwart im Burgenland in Österreich. Die Gemeinde ist Teil des Naturparks in der Weinidylle.

## Geografie

### Geografische Lage
Die Gemeinde liegt im Südburgenland, rund dreißig Straßenkilometer südöstlich von Oberwart.

### Gemeindegliederung
Ortschaften der Gemeinde sind (in Klammern Einwohner Stand 1. Jänner 2024):
- Deutsch-Schützen (360)
- Edlitz im Burgenland (94)
- Eisenberg an der Pinka (450)
- Höll (59)
- Sankt Kathrein im Burgenland (98)

| Deutscher Ortsname           | Ungarischer Ortsname | Kroatischer Ortsname |
| ---------------------------- | -------------------- | -------------------- |
| Deutsch Schützen             | Németlövő            | Livio / Nimške Šice  |
| Edlitz im Burgenland         | Abdalóc              | Hobdelci             |
| Eisenberg an der Pinka       | Csejke               | Čjeka                |
| Höll                         | Pokolfalu            | Paklišće             |
| Sankt Kathrein im Burgenland | Pósaszentkatalin     | Katalena             |

### Nachbargemeinden
| Badersdorf | Hannersdorf                                 |              |
| Kohfidisch | Kompassrose, die auf Nachbargemeinden zeigt | Ungarn       |
| Tobaj (GS) | Eberau (GS)                                 | Bildein (GS) |

## Geschichte
Archäologische Funde belegen eine menschliche Bau- und Siedlungstätigkeit im unteren Pinkatal vor ca. 7.500 Jahren. Später, zur Zeit des Römischen Reiches war die Gegend Teil der Provinz Pannonia superior. Während der nächsten Jahrhunderte kam es durch Völkerwanderung und Kriegswirren zu einem regelmäßigen Herrschaftswechsel (siehe Geschichte des Burgenlandes), bis die Gegend schließlich um 900 Teil des Großfürstentums Ungarn wurde.
Auf dem Gebiet von Deutsch-Schützen gründeten die Zisterzienser im 13. Jahrhundert das Kloster Pernau, dessen letzte Reste 1799 abgebrochen wurden. Ursprünglich lag hier die Siedlung Perwolff, die 1274 zerstört worden sein soll. Der Name Perwolff geht auf die karolingische Zeit zurück. Vertriebene Bogenschützen des ungarischen Gyepűsystems siedelten sich wahrscheinlich an einer anderen Stelle des Hotters an, dem heutigen Deutsch-Schützen. Dieser Ort wurde 1289 erstmals als zu den Schuzen urkundlich erwähnt. Obgleich er zum Marktplatz aufstieg, besaß er keine eigene Kirche, da diese an ihrer ursprünglichen Stelle in Perwolff bestehen blieb. 1221 umfasste Perwolff auch den Hotter von Schauka, das erst im 20. Jahrhundert in Eisenberg umbenannt worden war. Der Ort gehörte wie das gesamte Burgenland als Deutsch-Westungarn bis 1920/21 zum Königreich Ungarn. Seit 1898 musste aufgrund der Magyarisierungspolitik der Regierung in Budapest der ungarische Ortsname Németlövő-Csejke verwendet werden.
Nach Ende des Ersten Weltkriegs wurde Deutsch-Westungarn in den Verträgen von St. Germain und Trianon 1919 Österreich zugesprochen. Seit 1921 gehört Deutsch-Schützen zum neu gegründeten Bundesland Burgenland (siehe auch Geschichte des Burgenlandes).
Am 29. März 1945 erschossen Mitglieder der 5. SS-Panzer-Division „Wiking“ und der Feldgendarmerie 57 vornehmlich aus Ungarn stammende jüdische Zwangsarbeiter.
Dieses Endphaseverbrechen wird als „Massaker von Deutsch Schützen“ bezeichnet. Eine Gedenktafel an der St. Martins-Kirche und ein Gedenkstein erinnern heute in Deutsch-Schützen an diese Tat.
Die heutige Großgemeinde Deutsch Schützen-Eisenberg wurde 1971 aus den Gemeinden Deutsch Schützen, Edlitz im Burgenland, Eisenberg an der Pinka und Sankt Kathrein im Burgenland gebildet.

## Kultur und Sehenswürdigkeiten

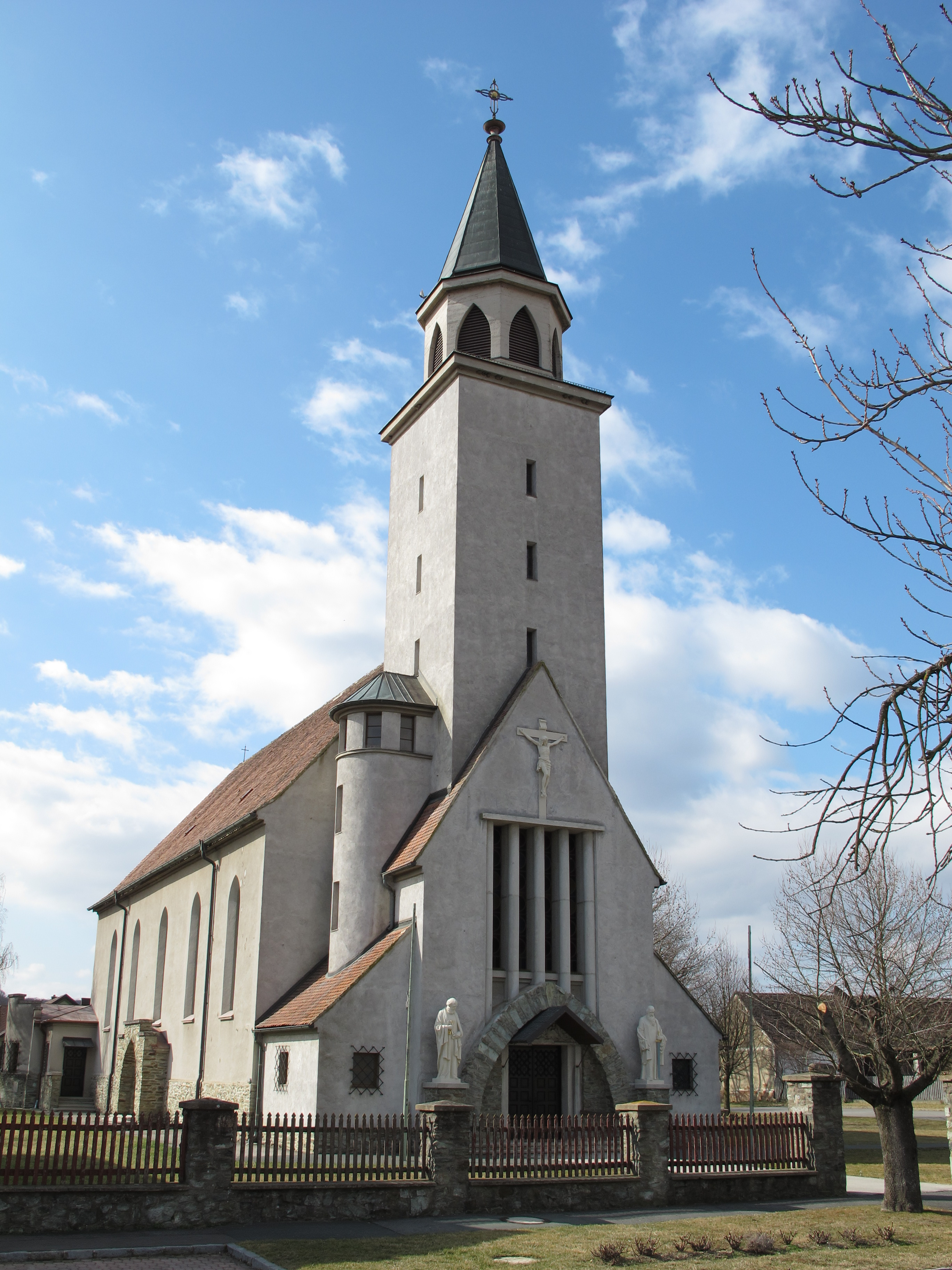
Pfarrkirche Deutsch Schützen

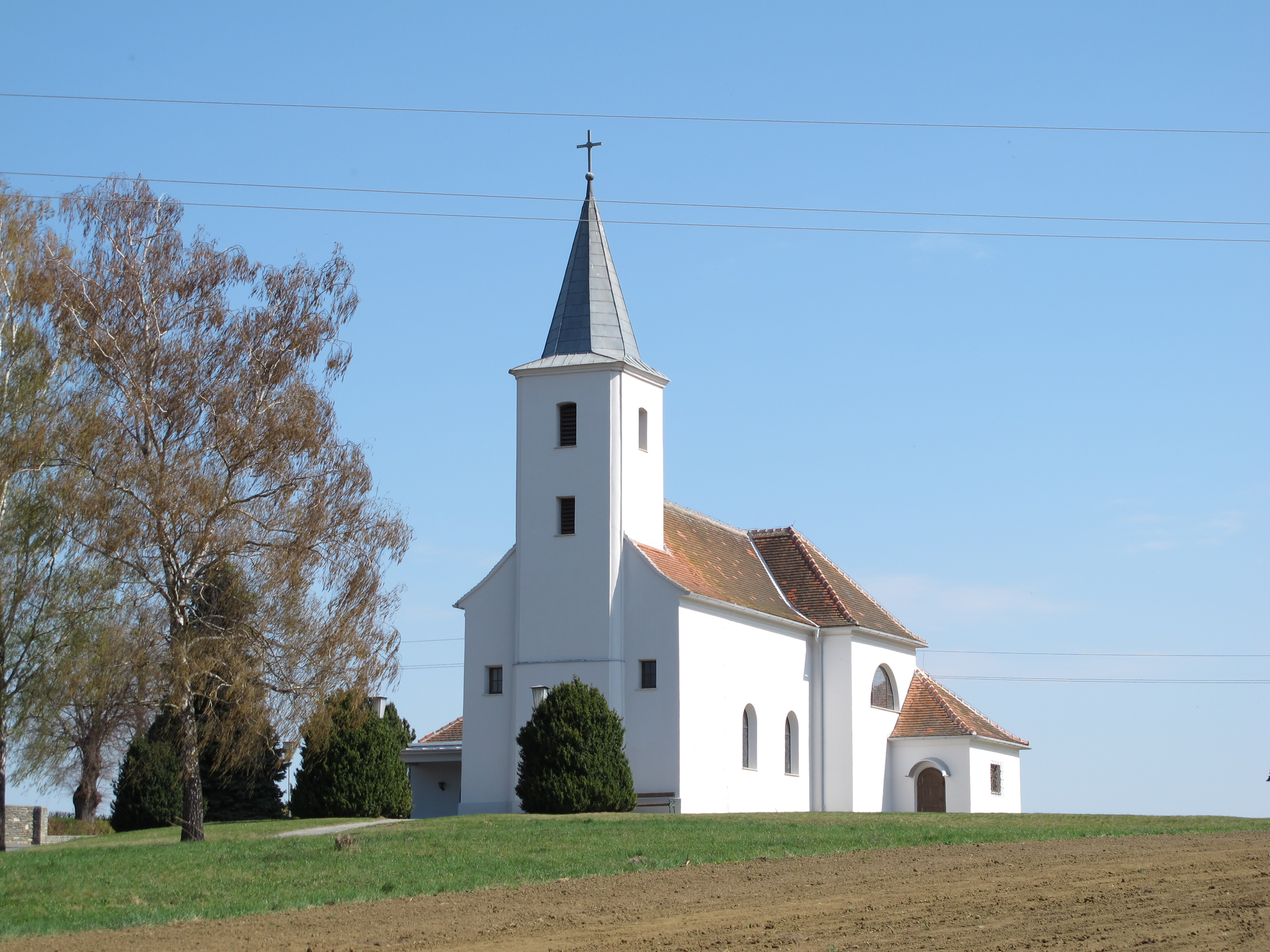
Filialkirche Eisenberg an der Pinka

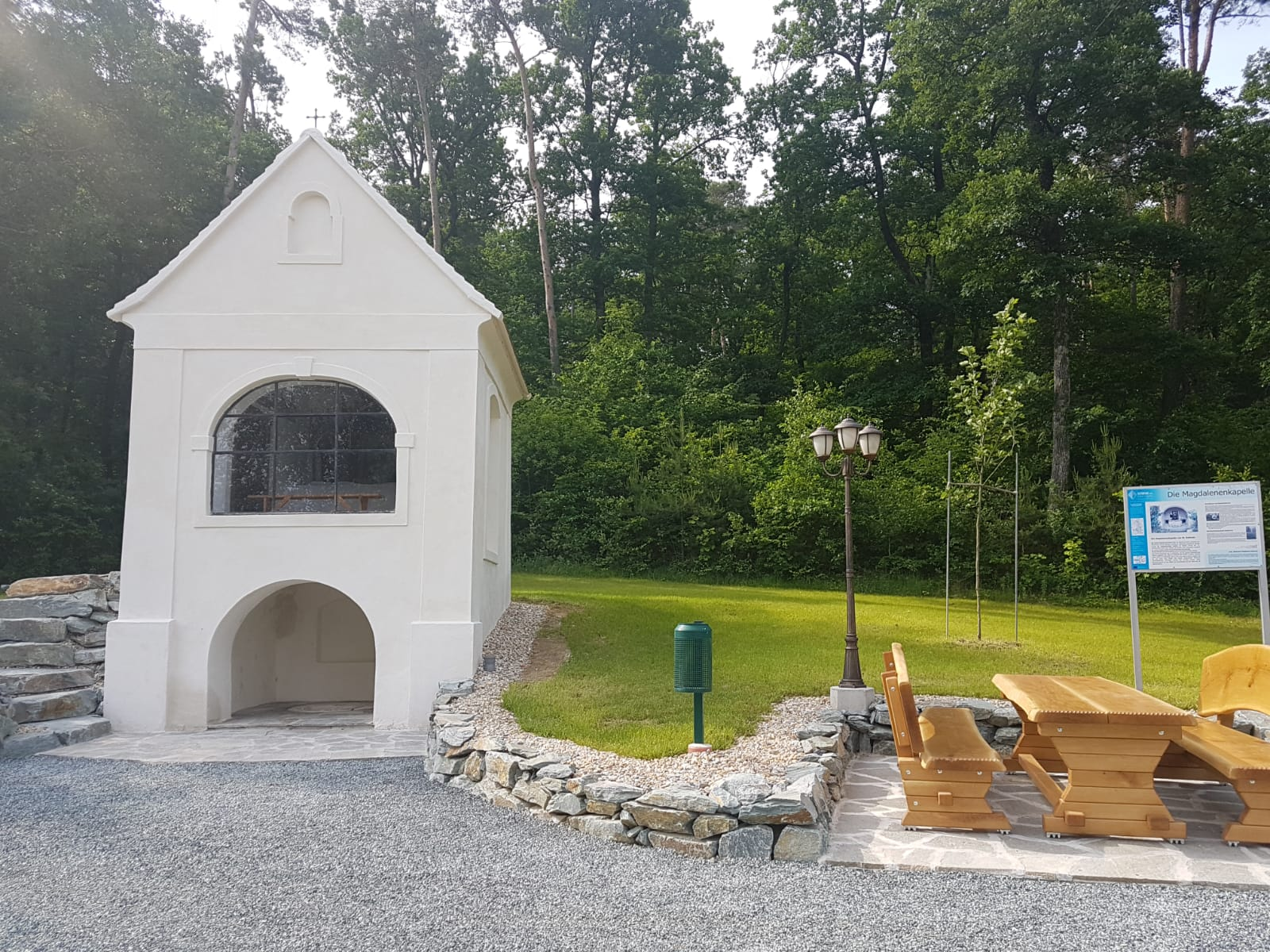
Magdalenenkapelle Sankt Kathrein im Burgenland

- Katholische Pfarrkirche Deutsch Schützen
- Ehemalige Katholische Pfarrkirche Martinskirche Deutsch Schützen
- Katholische Filialkirche Eisenberg an der Pinka
- Pfarrkirche St. Kathrein im Burgenland
- Magdalenenkapelle Sankt Kathrein im Burgenland

## Politik

### Gemeinderat
Der Gemeinderat umfasst aufgrund der Anzahl der Wahlberechtigten insgesamt 19 Mitglieder.
| Partei          | 2022    | 2022    | 2022    | 2017    | 2017    | 2017    | 2012    | 2012    | 2012    | 2007    | 2007    | 2007    | 2002    | 2002    | 2002    | 1997    | 1997    | 1997    |
| Partei          | Sti.    | %       | M.      | Sti.    | %       | M.      | Sti.    | %       | M.      | Sti.    | %       | M.      | Sti.    | %       | M.      | Sti.    | %       | M.      |
| --------------- | ------- | ------- | ------- | ------- | ------- | ------- | ------- | ------- | ------- | ------- | ------- | ------- | ------- | ------- | ------- | ------- | ------- | ------- |
| ÖVP             | 647     | 71,02   | 14      | 633     | 65,60   | 13      | 677     | 70,16   | 14      | 645     | 71,04   | 14      | 656     | 68,76   | 14      | 674     | 76,77   | 16      |
| FPÖ             | 156     | 17,12   | 3       | 234     | 24,25   | 4       | 156     | 16,17   | 3       | 124     | 13,66   | 2       | 135     | 14,15   | 2       | 42      | 4,78    | 0       |
| SPÖ             | 108     | 11,86   | 2       | 98      | 10,16   | 2       | 132     | 13,68   | 2       | 139     | 15,31   | 3       | 163     | 17,09   | 3       | 162     | 18,45   | 3       |
| Wahlberechtigte | 1159    | 1159    | 1159    | 1172    | 1172    | 1172    | 1191    | 1191    | 1191    | 1140    | 1140    | 1140    | 1113    | 1113    | 1113    | 1100    | 1100    | 1100    |
| Wahlbeteiligung | 82,83 % | 82,83 % | 82,83 % | 86,09 % | 86,09 % | 86,09 % | 85,81 % | 85,81 % | 85,81 % | 84,12 % | 84,12 % | 84,12 % | 89,13 % | 89,13 % | 89,13 % | 85,82 % | 85,82 % | 85,82 % |

### Bürgermeister
Bürgermeister ist seit 2002 Franz Wachter (ÖVP). Bei der Bürgermeisterdirektwahl am 1. Oktober 2017 wurde er mit einem Wählervotum von 74,03 % in seinem Amt bestätigt. Sein Mitbewerber Markus Wiesler (FPÖ) erreichte 25,97 %. Im Jahr 2022 erhielt er 71,46 % im ersten Wahldurchgang.
In der konstituierenden Sitzung des Gemeinderats am 21. Oktober 2017 wurde Herbert Weber (ÖVP) zum Vizebürgermeister gewählt.
Amtsleiter ist Berthold Schlaffer.

### Liste ehemaliger Bürgermeister
- 1900–1906 Franz Kopfensteiner
- 1907–1911 Joseph Mayer
- 1911–1919 Joseph Windisch
- 1919–1923 Paul Wiesler
- 1923–1927 Joseph Wachter
- 1927–1938 Joseph Kopfensteiner
- 1934–1938 Johann Wachter
- 1938–1939 Joseph Mayer
- 1939–1941 Johann Kopfensteiner
- 1941–1942 J. Graf
- 1942–1945 Joseph Weber
- 1945–1946 Martin Fasching
- 1946–1947 Franz Rabold
- 1947–1950 Joseph Kopfensteiner (ÖVP)
- 1950–1952 Joseph Mayer (ÖVP)
- 1952–1954 Eduard Wiesler (ÖVP)
- 1954–1967 Franz Wachter (ÖVP)
- 1967–1992 Felix Pinter (ÖVP)
- 1992–2002 Hermann Krutzler (ÖVP)

## Persönlichkeiten
- Josef Wachter (1877–1941), Landwirt und Politiker
- Johann Wachter (1888–1957), Landwirt und Politiker
- Franz Wachter (1902–1992), Landwirt und Politiker
- Felix Wachter (1923–2004), Landwirt und Politiker
- Robert Graf (1929–1996), Politiker, von 1950 bis 1972 Gastwirt am Eisenberg
- Josef Wiesler (1930–2012), Politiker
- Helmuth Schattovits (1939 in Edlitz im Burgenland – 2015), Präsident des Katholischen Familienverbands Österreichs (KFÖ)